# أوييم
أوييم هي عاصمة محافظة غرب وليو-نتيم في شمال الغابون.